# Euryproctus albitarsis
Euryproctus albitarsis là một loài tò vò trong họ Ichneumonidae.